# Erica flocciflora
Erica flocciflora är en ljungväxtart som beskrevs av George Bentham. Erica flocciflora ingår i släktet klockljungssläktet, och familjen ljungväxter. Inga underarter finns listade i Catalogue of Life.